# Ideopsis longa
Ideopsis longa är en fjärilsart som beskrevs av William Doherty 1891. Ideopsis longa ingår i släktet Ideopsis och familjen praktfjärilar. Inga underarter finns listade i Catalogue of Life.